# Peru nos Jogos Olímpicos de Verão de 1968
O Peru participou dos Jogos Olímpicos de Verão de 1968, em Cidade do México, no México.